# Гоголиха (Татарстан)
Гоголиха — деревня в Алексеевском районе Татарстана. Входит в состав Ерыклинского сельского поселения.

## География
Находится в западной части Татарстана на расстоянии приблизительно 42 км по прямой на юг от районного центра Алексеевское у речки Малый Черемшан.

## История
Основана в первой половине XVIII веке.

## Население
Постоянных жителей было: в 1859 — 310, в 1897 — 552, в 1908 — 569, в 1926 — 644, в 1938 — 558, в 1949 — 269, в 1958 — 210, в 1970 — 197, в 1979 — 106, в 1989 — 60, в 2002 — 51 (русские 88 %), 33 — в 2010.